# Двигатель Toyota HD
Toyota HD — серия дизельных двигателей внутреннего сгорания, выпускавшихся японской компанией Toyota Motor Corporation в 1990-е годы.

## 1HD-T
1HD-T является рядным шестицилиндровым 12-клапанным двигателем объёмом 4,2 л (4164 см3) с клапанным механизмом SOHC. Его диаметр цилиндра и ход поршня составляют 94 мм × 100 мм, а степень сжатия — 18,6:1. Мощность составляет 122 кВт (164 л. с.) при 3600 об/мин, а крутящий момент — 361 Н⋅м при 1400 об/мин.

### Устанавливался на
- Coaster (HDB20, январь 1990 — январь 1993)
- Coaster (HDB30, январь 1990 — январь 1993)
- Coaster (HDB50, январь 1993 — январь 1995)
- Land Cruiser (HDJ80, январь 1990 — январь 1995)

## 1HD-FT
1HD-FT является 4,2-литровым (4164 см3) 24-клапанным двигателем с клапанным механизмом SOHC и инжекторной системой подачи топлива. Его диаметр цилиндра и ход поршня составляют 94 мм × 100 мм, а степень сжатия — 18,6:1. Мощность варьируется от 125 до 313 кВт (168—420 л. с.) при 3600 об/мин, а крутящий момент — 380 Н⋅м при 2500 об/мин.

### Устанавливался на
- Land Cruiser (HDJ80, 1995)
- Coaster (HDB50, июль 1995 — июль 1999)
- Land Cruiser (HDJ80, июль 1995 — июль 1999)
- Yanmar 6LP и Yamaha ME.

## 1HD-FTE
1HD-FTE является 4,2-литровым (4164 см3) 24-клапанным двигателем с диаметром цилиндра и ходом поршня 94 мм × 100 мм. Степень сжатия составляет 18,8:1. Мощность составляет 125 кВт (167 л. с.) при 3400 об/мин, а крутящий момент — 380 Н⋅м при 1400 об/мин. Красная зона в пределах 4200 об/мин.

### Устанавливался на
- Coaster